# Banda simfònica

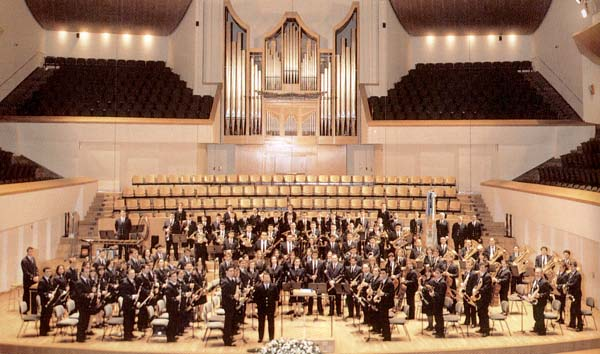
Banda Primitiva de Llíria al Palau de la Música de València

Una banda simfònica és una banda de música que, a més de la instrumentació típica de la banda inclou una secció d'instruments de corda, normalment violoncel i contrabaix.
Normalment la secció de clarinets equivaldria a la secció de violins d'una orquestra simfònica.
El repertori de les bandes solien basar-se en adaptacions d'obres per a orquestra simfònica i pasdobles. Actualment, però la banda compta amb composicions específiques, un repertori cada cop més ampli i molts compositors en actiu, sent els arxius més importants als països catalans els de la Banda Municipal de Barcelona, encara que aquesta no incorpori cordes, o el de la Banda de València.
Algunes de les bandes amateurs de més nivell són: la Sociedad Musical Torrevejense, la Banda Municipal de Villena, la Union Musical de Llíria, la Banda del Ateneo Musical de Cullera o la Banda Simfònica de Badalona. Al País Valencià, actualment, se sol dir que hi ha un "G-7" de bandes simfòniques amateurs, que són les que normalment copen els primers premis a les seccions més importants dels certamens internacionals, com els de València o Altea. Aquest "G-7" el formarien les dues bandes de la localitat de Bunyol, les dues de Cullera, les dues de Llíria i la de Torrent, encara que cal dir que últimament algunes bandes més humils, com la Societat Instructiva Unió Musical de Montserrat, la Societat Musical La Primitiva Setabense la Societat Unió Artística Musical d'Ontinyent i la Societat Unió Musical d'Alberic intenten fer front a aquestes set grans, donant més varietat a la gran música bandística que es pot escoltar a aquests certamens.

## Instrumentació d'una banda simfònica
Vent fusta
- flautes i un flautí
- oboè i, en funció de l'obra, corn anglès
- clarinets (normalment acostumen a haver-hi quatre divisions: principal, primer, segon i tercer), i és habitual trobar-hi també requint o clarinet alt en mib
- clarinet baix
- fagot
- saxos alts, saxos tenors, saxo baríton i, en funció de l'obra un saxo soprano

Vent metall
- trompetes i, en funció de l'obra, fiscorns
- trompes
- trombons tenor i, de manera no habitual, baix
- bombardí o bombardins
- tuba o tubes

Corda
- violoncels
- contrabaixos
- violins
- violes

Percussió
- timbales
- bombo i plats
- bateria
- percussió de placa
- percussió petita: triangle, castanyoles, caixa xinesa, maraques…
- etc.

Altres (excepcionalment)
- piano
- arpa
- guitarres